# ロータ・ディマーニャ
ロータ・ディマーニャ（伊: Rota d'Imagna ( 音声ファイル)）は、イタリア共和国ロンバルディア州ベルガモ県にある、人口約900人の基礎自治体（コムーネ）。

## 地理

### 位置・広がり
ベルガモ県北西部、ヴァッレ・イマーニャのコムーネ。県都ベルガモから北西へ20km、州都ミラノから北北東へ48kmの距離にある。

#### 隣接コムーネ
隣接するコムーネは以下の通り。
- ブルマーノ
- コルナ・イマーニャ
- ロカテッロ
- サントモボーノ・テルメ

### 地震分類
イタリアの地震リスク階級 (it) では、3 に分類される
。

## 行政

### 山岳部共同体
広域行政組織である山岳部共同体「ヴァッレ・イマーニャ山岳部共同体」  (it:Comunità montana Valle Imagna)  （事務所所在地：サントモボーノ・テルメ）を構成するコムーネである。

### 分離集落
ロータ・ディマーニャには、以下の分離集落（フラツィオーネ）がある。
- Rota Dentro, Rota Fuori, Chignolo